# Erdrauch
Der Erdrauch (Fumaria) ist die namensgebende Pflanzengattung der Unterfamilie der Erdrauchgewächse (Fumarioideae) innerhalb der Familie der Mohngewächse (Papaveraceae).

## Etymologie
Der deutsche Trivialname Erdrauch leitet sich ab von althochdeutsch ërderouch, „Erdrauch, Taubenkropf, Fumaria officinalis“, Übersetzung von mittellateinisch fumus terrae, was seinerseits eine Lehnübersetzung von griechisch capnos/kapnós, „Rauch“, ist; so benannt, weil das Verbrennen des Krautes die Augen reizt oder wegen der wie angeräuchert aussehenden graugrünen Blätter.

## Beschreibung und Ökologie

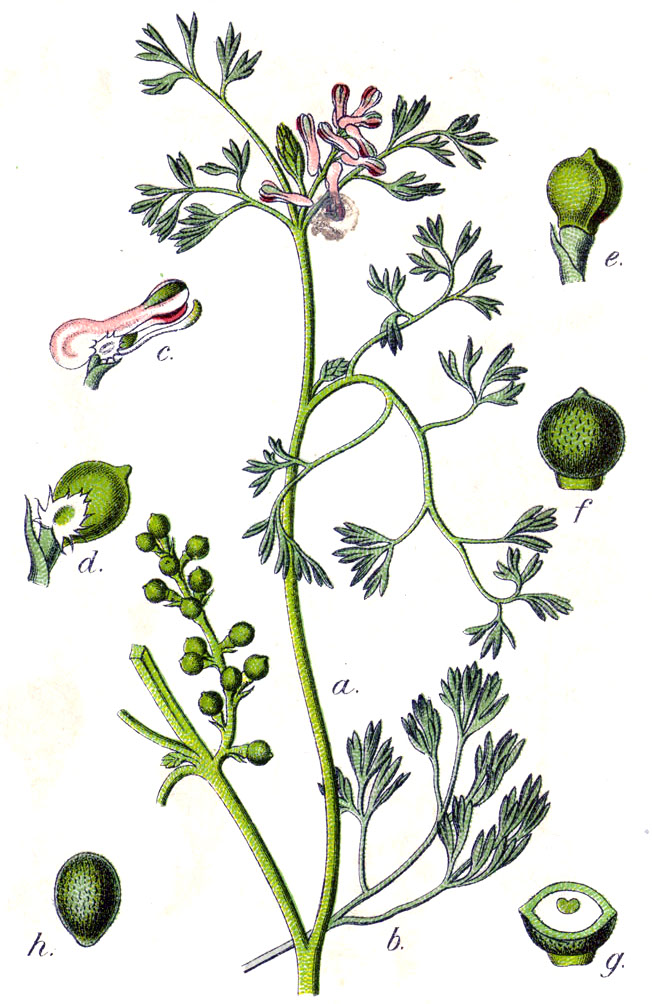
Illustration des Kleinblütigen Erdrauches (Fumaria parviflora) aus Sturm

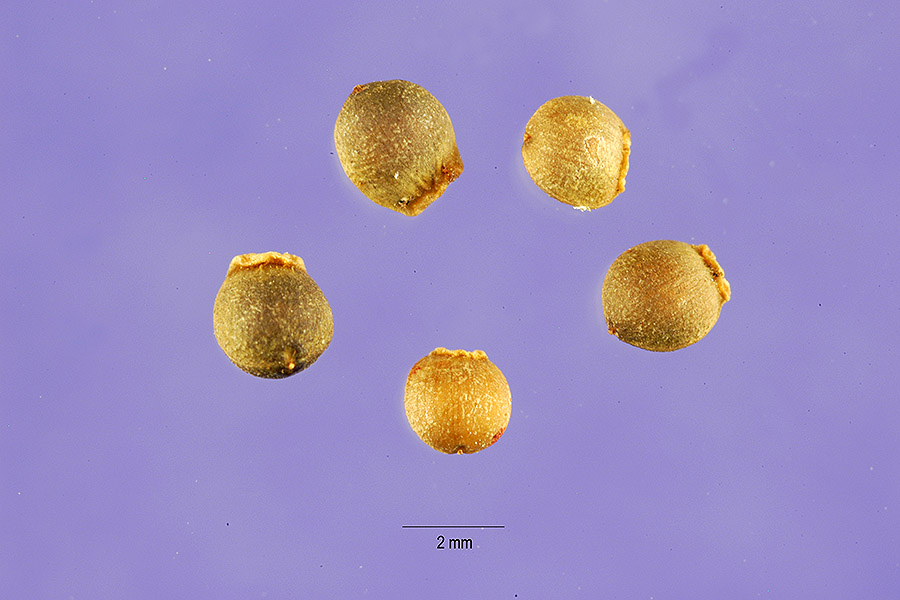
Samen des Ranken-Erdrauch (Fumaria capreolata)

### Vegetative Merkmale
Bei Erdrauch-Arten handelt es sich um meist ein-, selten mehrjährige krautige Pflanzen, die aufrecht oder liegend wachsen können, seltener sind sie rankend. Die Fumarioideae weisen keinen Milchsaft auf. Die Pflanzenexemplare sind einstängelig oder mehrstängelig.
Die wechselständig angeordneten Laubblätter sind meist gestielt. Die Blattspreiten sind doppelt bis vierfach fiederschnittig.

### Generative Merkmale
Die traubigen Blütenstände sind meist kurz.
An den zygomorphen Blüten sind seitlich zwei kleine, bald abfallende ("hinfällige") Kelchblätter vorhanden. Die Krone wird aus vier verschieden gestalteten Kronblättern in zwei Kreisen gebildet. Bei den Fumaria-Arten ist das obere äußere Kronblatt nach hinten sackförmig verlängert, so dass sich ein sackförmiger Sporn bildet. Die Blüten sind meist rötlich bis purpurfarben. Ein gutes Merkmal zur Unterscheidung von Corydalis ist, dass die Blütenspitze immer etwas dunkler gefärbt ist. Es sind zwei äußere seitliche Staubblätter und zwei innere Staubblätter vorhanden. Die inneren Staubblätter sind halbiert und mit je einer Hälfte dem benachbarten äußeren bis unter den Staubbeutel angewachsen. Am Grunde der oberen Staubblatt-Dreiheit befindet sich ein Nektarium, das in den Kronensporn hineinreicht. Der Fruchtknoten besteht aus zwei Fruchtblättern. Die Narbe ist zwei- oder dreispaltig.
Im Gegensatz zu Corydalis (mit zweifächeriger Schote) sind die Früchte des Erdrauchs einsamige kugelige Nüsse. Wie bei Corydalis tragen die Samen ein Elaiosom und werden von Ameisen ausgebreitet.

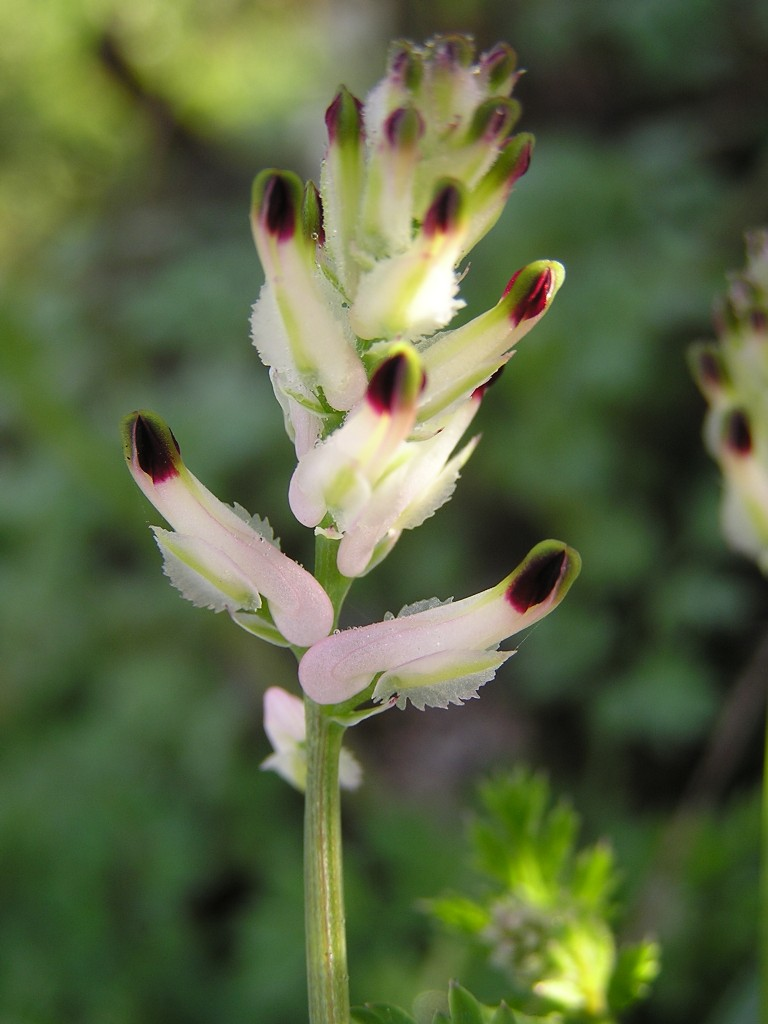
Blütenstand des Ranken-Erdrauch (Fumaria capreolata)

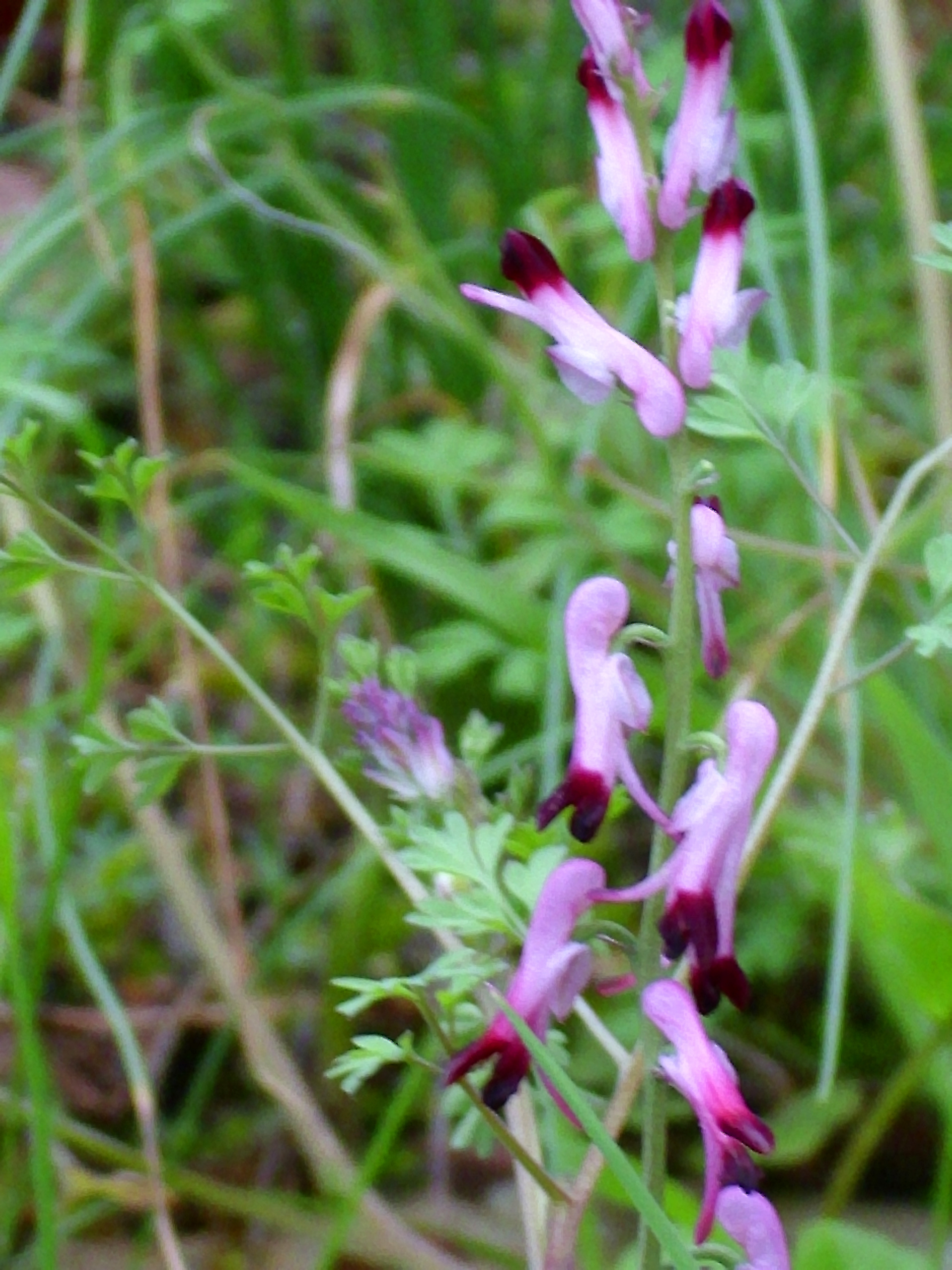
Fumaria reuteri

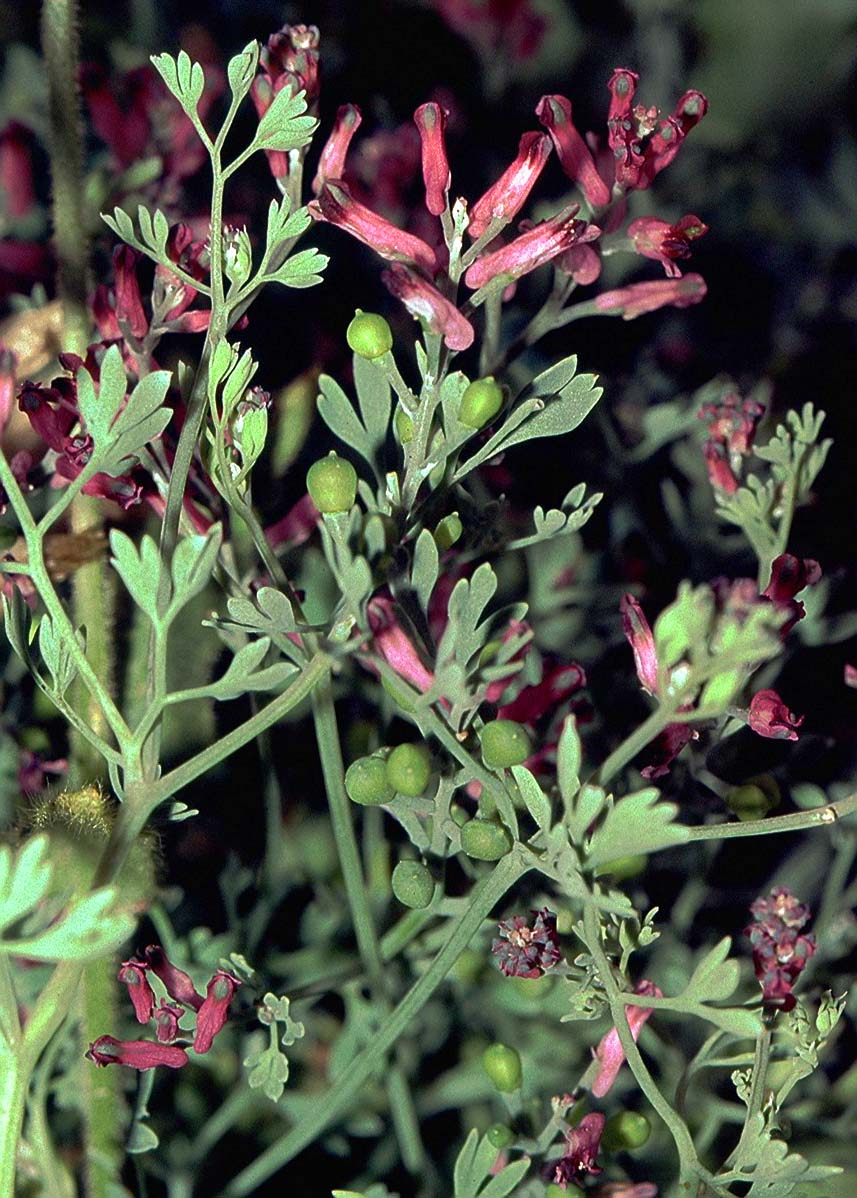
Dunkler Erdrauch (Fumaria schleicheri)

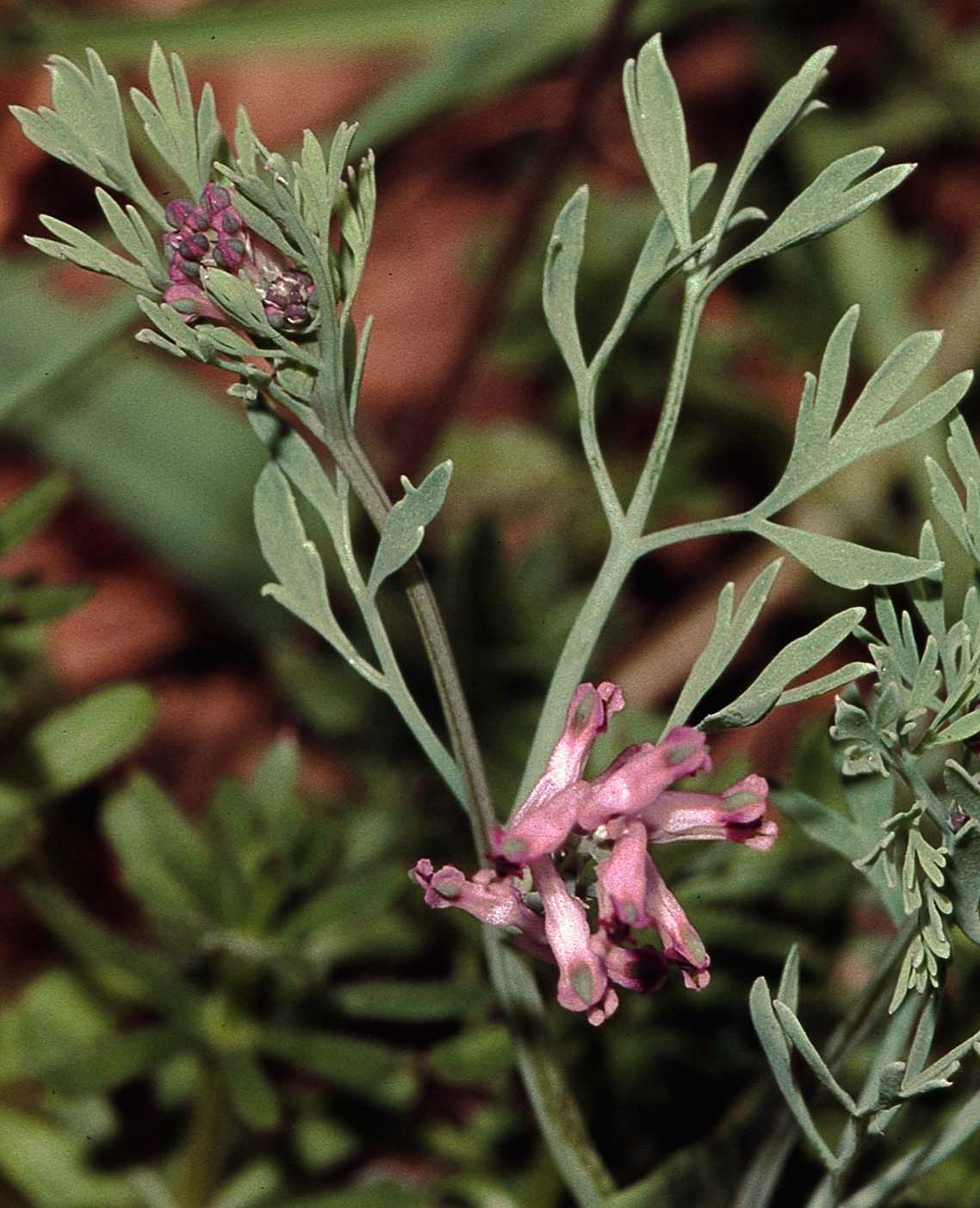
Blasser Erdrauch (Fumaria vaillantii)

## Systematik und Verbreitung
Die Gattung Fumaria wurde 1753 durch Carl von Linné in Species Plantarum, Tomus II, S. 699 aufgestellt.
Die Gattung Fumaria ist im Mittelmeerraum, in Mitteleuropa bis hin nach Zentralasien verbreitet. Eine Art ist aus den Gebirgen Ostafrikas bekannt.
Es gibt etwa 50 Fumaria-Arten (Auswahl):
- Fumaria agraria Lag.: Sie ist im Mittelmeerraum verbreitet.[10][11]
- Fumaria barnolae Sennen & Pau: Sie ist im Mittelmeerraum verbreitet.[10][11]
- Fumaria bastardii Boreau, Heimat: West- und Südeuropa, Vorderasien, Nordafrika[10][11]
- Fumaria bicolor Sommier ex Nicotra, Heimat: zentrales Mittelmeerraum[10][11]
- Fumaria bracteosa Pomel, Heimat: Südspanien, Nordafrika, Vorderasien[10][11]
- Ranken-Erdrauch (Fumaria capreolata L.)[8], Heimat: Europa, Vorderasien, Nordafrika
- Dichtblütiger Erdrauch (Fumaria densiflora DC.)[9][8], Heimat: Europa, Nordafrika, Vorder- und Zentralasien
- Fumaria faurei (Pugsley) Font Quer, Heimat: Spanien, Portugal, Algerien, Marokko[10][11]
- Fumaria flabellata Gasparr., Heimat: zentrales und östliches Mittelmeergebiet[10][11]
- Fumaria gaillardotii Boiss.: Sie ist im Mittelmeerraum verbreitet.[10][11]
- Fumaria indica (Hausskn.) Pugsley (Syn.: Fumaria vaillantii var. indica Hausskn.): Es gibt Fundortangaben für Syrien, den Iran, Afghanistan, Tadschikistan, Turkmenistan, Pakistan, Indien, Bhutan und Nepal.[9]
- Fumaria judaica Boiss., mit drei Unterarten, Heimat: östliches Mittelmeergebiet[10][11]
- Fumaria kralikii Jordan, Heimat: Süd- und Südosteuropa, Vorderasien[10][11]
- Fumaria macrocarpa Parl., Heimat: Balkanhalbinsel, Malta, Vorderasien, Libyen[10][11]
- Fumaria macrosepala Boiss.: Mit vier Unterarten, Heimat: Spanien, Marokko[10][11]
- Fumaria melillaica Pugsley, Heimat: Südspanien, Marokko[10][11]
- Fumaria mirabilis Pugsley, Heimat: Südspanien, Nordafrika[10][11]
- Fumaria munbyi Boiss. & Reuter, Heimat: spanische Islas Columbretes und Algerien[10][11]
- Mauer-Erdrauch (Fumaria muralis Sond. ex W.D.J.Koch), Heimat: West- und Südwesteuropa
- Gewöhnlicher Erdrauch[12] (Fumaria officinalis L.)[8], Heimat: Europa, Nordafrika, Vorderasien
- Fumaria occidentalis Pugsley: Dieser Endemit kommt nur Südengland vor.[10][11]
- Kleinblütiger Erdrauch (Fumaria parviflora Lam.)[8], Heimat: Europa, Nordafrika, Vorder- und Zentralasien
- Fumaria petteri Rchb., Heimat: Südeuropa, Nordafrika, Vorderasien[10][11]
- Fumaria pugsleyana (Pugsley) Lidén, Heimat: Südspanien, Marokko[10][11]
- Fumaria purpurea Pugsley, Heimat: Großbritannien, Irland und Frankreich (Guernsey)[10][11]
- Fumaria reuteri Boiss. (Syn.: F. martinii Clavaud), Heimat: Westeuropa (Portugal, Spanien, Frankreich, Südengland)[10][11]
- Geschnäbelter Erdrauch (Fumaria rostellata Knaf)[8], kommt von der Türkei über Ost- und Südosteuropa bis Mitteleuropa vor
- Fumaria rupestris Boiss. & Reut.: Mit fünf Unterarten, Heimat: Südspanien, Korsika, Nordafrika[10][11]
- Dunkler Erdrauch (Fumaria schleicheri Soy.-Will.)[9], Heimat: Europa, Türkei
- Fumaria segetalis (Hamar) Coutinho, Heimat: Südspanien, Nordafrika[10][11]
- Fumaria sepium Boiss. & Reuter, Heimat: Spanien, Portugal, Marokko[10][11]
- Blasser Erdrauch (Fumaria vaillantii Loisel.)[8], Heimat: Europa, Nordafrika, Vorder- und Zentralasien, Himalaja

Nicht mehr zur Gattung Fumaria gehören:
- Fumaria africana Lam. ⇒ Rupicapnos africana (Lam.) Pomel
- Fumaria alba Mill. ⇒ Pseudofumaria alba (Mill.) Lidén
- Fumaria bulbosa L. ⇒ Corydalis solida (L.) Clairv.
- Fumaria bulbosa var. cava L. ⇒ Corydalis cava (L.) Schweigg. & Körte
- Fumaria bulbosa var. solida L. ⇒ Corydalis solida (L.) Clairv.
- Fumaria cucullaria L. ⇒ Dicentra cucullaria (L.) Bernh.
- Fumaria decumbens Thunb. ⇒ Corydalis decumbens (Thunb.) Pers.
- Fumaria eximia Ker Gawl. ⇒ Dicentra eximia (Ker Gawl.) Torr.
- Fumaria flavula Raf. ⇒ Corydalis flavula (Raf.) DC.
- Fumaria formosa Andrews ⇒ Dicentra formosa (Andrews) Walp.
- Fumaria fungosa Aiton ⇒ Adlumia fungosa (Aiton) Greene ex Britton et al.
- Fumaria lutea L. ⇒ Pseudofumaria lutea (L.) Borkh.
- Fumaria nobilis L. ⇒ Corydalis nobilis (L.) Pers.
- Fumaria peregrina Rudolphi ⇒ Dicentra peregrina (Rudolphi) Makino
- Fumaria sempervirens L. ⇒ Capnoides sempervirens (L.) Borkh.
- Fumaria spectabilis L. ⇒ Lamprocapnos spectabilis (L.) Fukuhara

## Nutzung
Ein Tee aus „Erdrauchkraut“ gilt als pflanzliches Arzneimittel bei Verdauungsbeschwerden, insbesondere bei krampfartigen Beschwerden im Bereich der Gallenblase und der Gallenwege sowie des Magen-Darm-Traktes.

### Geschichtliches zur Heilkunde
Bereits vor Christi Geburt wurde der „Erdrauch“ von Ärzten als Heilmittel geschätzt.
Der griechische Arzt Pedanios Dioscurides des ersten christlichen Jahrhunderts schreibt über die Wirkung des Erdrauchs: „Der Saft ist beißend, er schärft das Gesicht und reizt zu Tränen.“ Daraus soll sich der Name Fumus (zu deutsch „Rauch“) und der lateinische Name fumaria ableiten. Eine andere Herleitung des Namens bezieht sich auf die graugrüne rauchähnliche Färbung der Blätter.
Verbreitet durch die  Medizinschule von Salerno gelangt der Erdrauch als Heilpflanze in die mittelalterliche Klosterheilkunde. Dort wurde er vor allem gegen Hautkrankheiten eingesetzt, aber auch als Stärkungsmittel und gegen Verstopfung angewendet.
Neben der Verwendung als Heilmittel kommt der „Erdrauch“ bereits bei den Kelten und Germanen als Räuchermittel zum Einsatz, worauf sein lateinischer Name Fumaria (Rauch) und sein deutscher Name hindeuten. Im Mittelalter soll er für  exorzistische Riten genutzt worden sein. Man glaubte damals, dass die Pflanze Dämpfen entsprungen sei, die aus der Erde aufsteigen. Auch hieraus soll sich der deutsche Name Erdrauch ableiten. Daneben stand er auch in dem Ruf, von Hexen als Zaubermittel benutzt zu werden, mit dem sie sich unsichtbar machen konnten.
Als Heilmittel geriet der „Erdrauch“ lange Zeit in Vergessenheit, bis er in neuerer Zeit von der Wissenschaft wiederentdeckt wurde. Wie andere Pflanzenarten aus der Familie der Mohngewächse enthält er viele Alkaloide sowie Flavonoide, Fumarsäure und Cholin.